# Riccardo Magrini
Riccardo Magrini (Montecatini Terme, 26 dicembre 1954) è un ex ciclista su strada, dirigente sportivo e commentatore televisivo italiano.
Soprannominato Il Magro, è stato professionista dal 1977 al 1986; vinse una tappa al Giro d'Italia e una al Tour de France.  

## Carriera
Vincitore da dilettante della Coppa Ciuffenna (1972) e del Trofeo Matteotti (1975), Magrini passò professionista nel 1977 nelle file della Fiorella-Mocassini; dopo due anni si trasferì alla Inoxpran, quindi alla Magniflex. Dopo diversi piazzamenti, con la maglia della Metauro Mobili-Pinarello ottenne le sue uniche vittorie tra i professionisti: il Giro della Provincia di Reggio Calabria nel 1982 e, nel 1983, una tappa al Giro d'Italia e una al Tour de France, quando era dall'edizione 1979 che atleti italiani non ottenevano successi alla Grande Boucle. Nel 1985 la Metauro Mobili diventò Vini Ricordi-Pinarello-Sidermec: in questa formazione Magrini militò anche l'anno seguente.
Al termine della stagione 1986 cessò la carriera come ciclista e passò a ruoli direttivi in ammiraglia nella stessa squadra. Negli anni successivi fu invece direttore sportivo: agli inizi in squadre dilettantistiche juniores, quali la Giusti per l'Edilizia (tra le cui file militò anche un giovane Giovanni Visconti), poi nel 2002 nella Mercatone Uno di Marco Pantani e nel 2004 nella Domina Vacanze di Mario Cipollini.
Nel 2005 lasciò l'ambiente agonistico, pur restando professionalmente legato all'ambito ciclistico, per diventare commentatore televisivo e opinionista per Eurosport, affermandosi anno dopo anno tra le voci più amate dal pubblico. Nel novembre 2013 venne anche nominato "Ambasciatore della Sicurezza" nel ciclismo per la stagione 2014.
Il 28 agosto 2017, in seguito ad un arresto cardiaco che lo colse mentre era ospite negli studi di Sky Sport 24, venne trasportato in gravi condizioni all'ospedale San Raffaele di Milano, dove venne ricoverato in terapia intensiva e tenuto in coma farmacologico: a salvarlo fu il tempestivo intervento del giornalista Lucio Rizzica che, in attesa dell'arrivo dei medici, praticò un massaggio cardiaco e la respirazione bocca a bocca. Nel pomeriggio del giorno seguente si risvegliò dallo stato comatoso, riconoscendo familiari e amici e riuscendo a respirare autonomamente; una settimana più tardi gli venne quindi impiantato un defibrillatore, per regolare l'attività elettrica del cuore.

## Palmarès
- 1972 (Dilettante)

Coppa Ciuffenna
- 1975 (Dilettante)

Trofeo Matteotti - Marcialla
- 1982 (Metauro Mobili-Pinarello, una vittoria)

Giro della Provincia di Reggio Calabria
- 1983 (Metauro Mobili-Pinarello, due vittorie)

9ª tappa Giro d'Italia (Terracina > Montefiascone)
7ª tappa Tour de France (Nantes > Île d'Oléron)

## Piazzamenti

### Grandi Giri
- Giro d'Italia

1977: 94º
1978: ritirato (15ª tappa)
1980: ritirato (7ª tappa)
1981: 30º
1982: ritirato
1983: 71º
1984: 103º
1985: non partito (9ª tappa)
1986: ritirato (19ª tappa)
- Tour de France

1979: ritirato (12ª tappa)
1983: ritirato (10ª tappa)

### Classiche monumento
- Milano-Sanremo

1979: 95º
1981: 70º
1985: 86º

## Riconoscimenti
- La Catena incatricchiata nel 2017[15]
- Cuore d'argento nel 2018[16]
- Premio Lucia e Pietro Rodella nel 2019[17]

## Opere
- Riccardo Magrini e Luca Gregorio, Fagianate, scatti e scie, Rizzoli, 2019, ISBN 978-88-360-1005-9.
- Riccardo Magrini e Luca Gregorio, Vicini alle nuvole, Hoepli, 2023, ISBN 978-88-171-4126-0.